# Sillon intertuberculaire de l'humérus
Le sillon intertuberculaire de l'humérus (ou coulisse bicipitale ou gouttière intertubérositaire) est un sillon profond de l'humérus qui sépare le grand tubercule du petit tubercule.

## Description
Le sillon intertuberculaire de l'humérus se situe au niveau de l'épiphyse supérieure de l'humérus. Il mesure généralement environ 8 cm de long et 1 cm de large chez l'adulte.
Il se prolonge sur la face médiale obliquement vers le bas jusqu'au bas du tiers supérieur de l'os. Il est bordé par deux crêtes :
- latéralement par la crête du grand tubercule de l'humérus (ou crête sous-trochitérienne) qui se prolonge par le bord antérieur de la diaphyse humérale et donne insertion au tendon du muscle grand pectoral,
- médialement par la crête du petit tubercule de l'humérus (ou crête sous-trochinienne) qui donne insertion au muscle grand rond.

Entre le tendon du muscle grand pectoral de la lèvre latérale et le tendon du muscle grand rond de la lèvre médiale, se loge le long tendon du muscle biceps brachial entouré de sa gaine séreuse.
Au fond du sillon s'insère le tendon du muscle grand dorsal.
Il transmet également une branche de l'artère circonflexe antérieure de l'humérus à l'articulation gléno-humérale.

## Anatomie fonctionnelle
Le sillon intertuberculaire de l'humérus permet le coulissement du long tendon du muscle biceps brachial.